# Wander Luiz
Wander Luiz Bitencourt (Lamim, Minas Gerais, Brasil; 30 de mayo de 1987) es un futbolista brasileño. Juega de mediocampista ofensivo.

## Trayectoria
Debutó en 2005 con el Vila Nova de Minas Gerais, donde se mantuvo por 5 años, pasó por el fútbol de Tailandia donde hizo parte de los clubes Buriram United jugando 2 temporadas, para luego irse al Ratchaburi F.C. donde ganó el título de ascenso en 2012 hizo parte del Suphanburi F.C., para la temporada 2013 es confirmado por el América de Cali como el volante conductor del equipo, en su carrera lleva 46 goles.
Al terminar el primer semestre, Wander fue el jugador más efectivo del equipo disputó 21 juegos y marcó 8 goles siendo el primer brasileño que termina artillero en una fase del torneo en los Diablos Rojos.

## Clubes
| Club             | País                   | Año         |
| ---------------- | ---------------------- | ----------- |
| Vila Nova        | Brasil                 | 2005 - 2010 |
| Buriram United   | Tailandia              | 2010 - 2011 |
| Ratchaburi FC    | Tailandia              | 2011 - 2012 |
| América de Cali  | Colombia               | 2013        |
| Atlético Huila   | Colombia               | 2014        |
| Al-Fujairah SC   | Emiratos Árabes Unidos | 2014        |
| Ulsan Hyundai    | Corea del Sur          | 2014        |
| XV de Piracicaba | Brasil                 | 2015        |
| Ratchaburi FC    | Tailandia              | 2015        |
| Tombense         | Brasil                 | 2016        |
| Kelantan         | Malasia                | 2016        |
| Al-Raed          | Arabia Saudita         | 2016 - 2017 |
| Perak FA         | Malasia                | 2018 - 2019 |
| Al-Mesaimeer     | Catar                  | 2020 - 2022 |

## Palmarés

### Como futbolista
| Título                 | Club            | País      | Año  |
| ---------------------- | --------------- | --------- | ---- |
| Taça Minas Gerais      | Villa Nova      | Brasil    | 2006 |
| Thai Division 1 League | Ratchaburi F.C. | Tailandia | 2012 |